# Louis Gardeur-Lebrun
Louis Gardeur-Lebrun (1714-1786) est un ingénieur militaire français. Il fut ingénieur de la ville de Metz de 1752 à 1786.

## Biographie
Fils d'un entrepreneur en bâtiments, Louis Gardeur naît le 18 septembre 1714, à Metz, dans les Trois-Évêchés. Il a sept frères et sœurs, dont Claude, né en 1716, qui deviendra « Professeur de mathématiques » et Pierre, né en 1724, qui deviendra « Ingénieur en chef » à Versailles. 
Attiré par l'aventure, le jeune Louis s'engage dans le régiment Dauphin-Dragons, lors de la Guerre de Succession de Pologne. C'est là qu'il reçoit le surnom de « Lebrun », en raison de la couleur foncée de sa barbe. En 1734, il quitte ce régiment de cavalerie pour rejoindre l'armée du duc de Broglie, où il se fait engager comme « Ingénieur Géographe », grâce à ses compétences en mathématiques et en dessin. A la fin de la guerre, en 1738, il revient à Metz, et y crée une école de mathématiques et de dessin. 
En 1752, Louis Gardeur-Lebrun est nommé « Ingénieur de la ville de Metz », puis professeur de mathématiques à l'école royale d'artillerie. En 1756, il est nommé à la sous-direction des travaux et des communications. Il participe activement aux travaux d'aménagement de la place d'armes, mettant en œuvre le projet d'urbanisation de Jacques-François Blondel (1705-1774). Il devient membre de la Société d'études des sciences et des arts de Metz à cette époque. 
Louis Gardeur-Lebrun devient responsable des travaux et des communications en 1762. Les travaux de Lebrun à la Société d'études des sciences et des arts de Metz sont divers et variés, trahissant un esprit ouvert aux sciences et curieux de tout, le thème de ses contributions allant de l'agriculture, aux sciences économiques et sociales, en passant par les sciences militaires et des fortifications. Il sera élu président de la Société royale en 1773 et 1774. 
Louis Gardeur-Lebrun décéda le 19 février 1786.

## Descendance
De son mariage avec Anne-Margueritte Grandjean, il eut au moins 12 enfants, dont  Charles Louis (1744-1801) et Claude (1745-1828), tous deux « Inspecteurs des Études » à Polytechnique et Georges Auguste Philippe (1750-1817), « Ingénieur en Chef des Ponts et Chaussées » et Commandant de Bataillon de Paris.